# Afro tech
Afro tech, (también Afro-tech o AfroTech) es una variante de la música house y afro house, surgida en la década de 2010 y con orígenes y desarrollo principalmente en Sudáfrica. Los DJ y productores musicales sudafricanos que fueron pioneros y popularizaron el género a nivel mundial son Black Coffee, Culoe De Song, Bekzin Terris, Euphonik, Punk Mbedzi, DJ Tira, Zakes Bantwini, Shimza y Da. Capó.

## Características
El término está directamente relacionado con el afro house, ya que el prefijo 'afro' se refiere a cualquier cosa relacionada con la cultura africana y con África en general.  El sufijo 'tech' parece haber sido elegido debido a la clara conexión con el techno.
Los productores de música afro tech y gqom a menudo combinan los dos géneros. Los productores discográficos y DJs a menudo fusionan ambos géneros de manera intercambiable, a veces incluyendo un tercer subgénero de house, como el amapiano o el afro house tradicional.

Pero aunque parecía haber surgido de alguna realidad alienígena, el gqom era en realidad una especie de reinterpretación febril y hardcore del kwaito, el afro-house y lo que se conocía localmente como 'broken beat'.
Matthew Collin

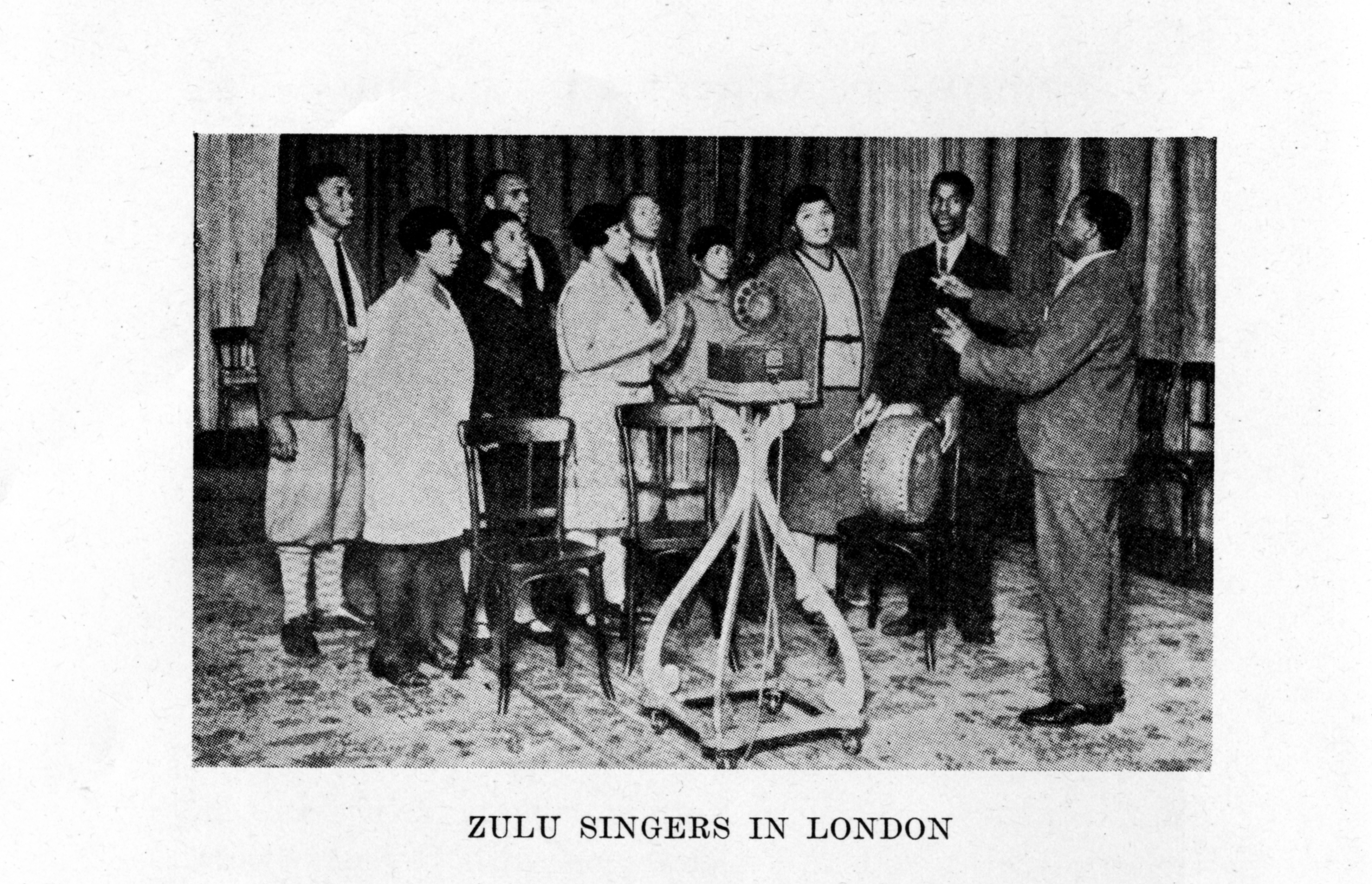
Cantantes zulúes en Londres

Las voces o letras son predominantemente en xhosa y zulú, y es principalmente una fusión de sonidos electrónicos modernos del afro house y el techno, impulsados por la percusión sudafricana y africana, junto con una variedad de instrumentos africanos tradicionales.  

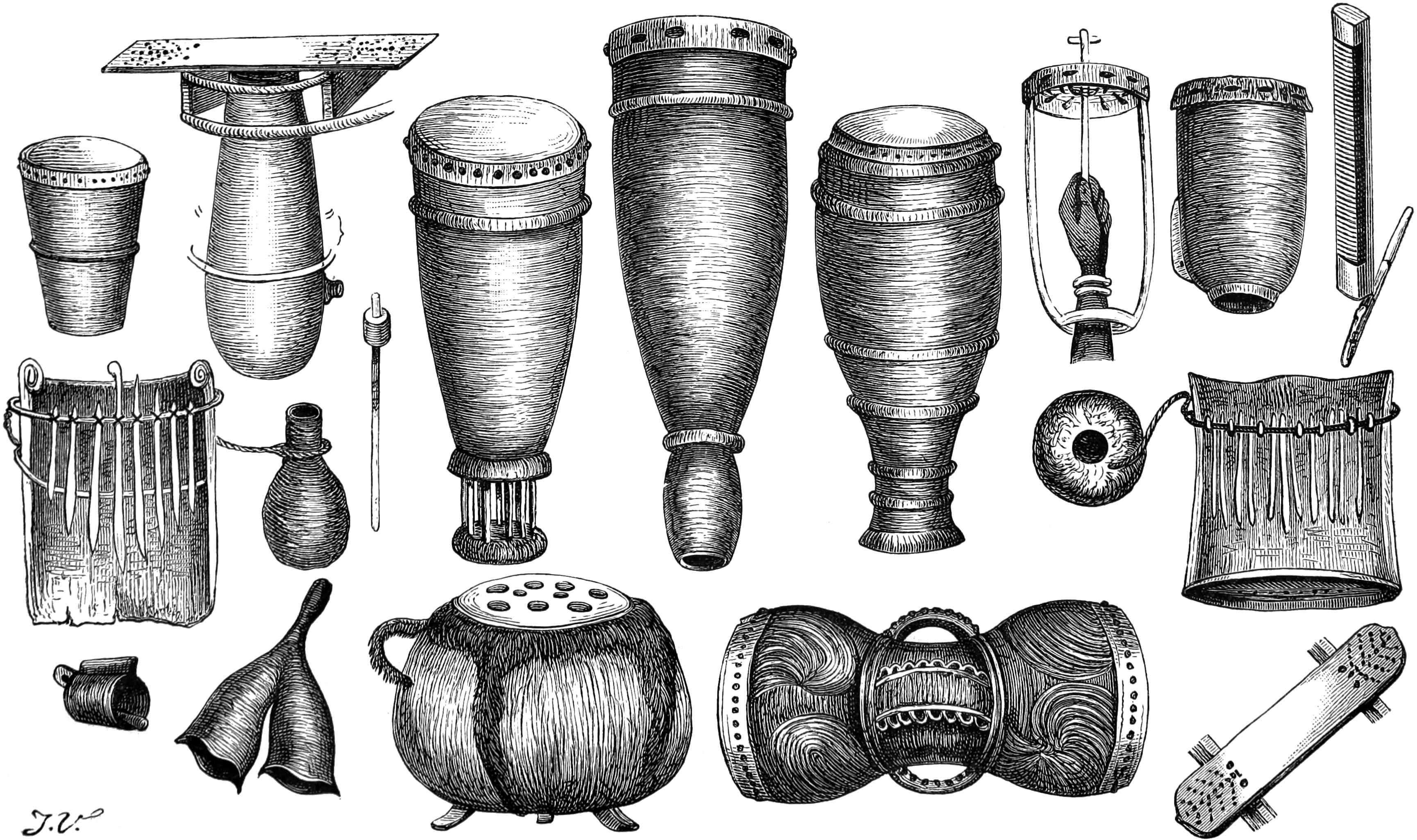
Instrumentos musicales tradicionales Africanos del reino Marutse-Mabunda, en 1881.

## Historia
El género emergió en los años 2000, pero su prominencia solo se hizo evidente en la década de 2010. Aparentemente, surgió cuando los artistas sudafricanos de afro-house comenzaron a explorar un sonido distinto, reminiscente de este  pero con una influencia techno más pronunciada. Es importante destacar que no se trata del techno convencional, como se puede apreciar en canciones como "Tembisa Funk" de McLloyd, "1000 Seconds" de Blackwhole, "Won't Let Go" de DJ Tira en Ezase Afro Vol.1 y "We Dance Again" de Black Coffee. 

### Década de 2010
En 2015, el artista ganador del premio Grammy, Black Coffee, fue galardonado con el Premio al Avance del Año en los DJ Awards, principalmente por su canción de afro tech We Dance Again junto a Nakhane.  Su victoria resaltó el género, lo que aumentó su popularidad.  

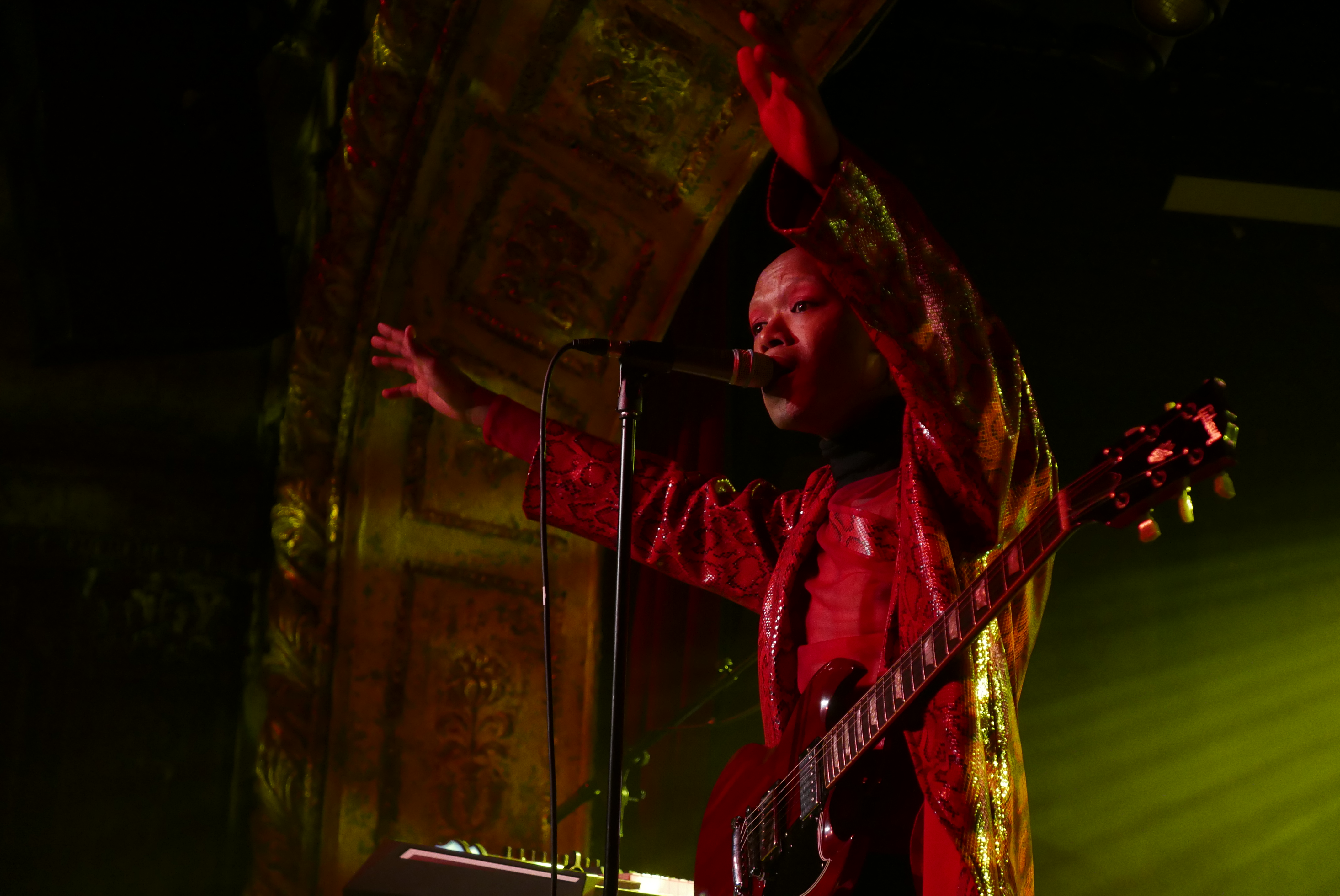
El cantante, activista y compositor Nakhane.

En 2018, Punk Mbedzi realizó una sesión de mezcla en vivo para Red Bull.
Gqom, El DJ y productor, DJ Lag, lanzó un tema titulado "3 Step Culo".  Algunas de las obras de DJ Lag exhiben la fusión de afro tech con gqom, amapiano y afrohouse. 

Obviamente están escuchando a Black Coffee y todo ese sonido house de Durban con los drones, la reverberación y las maracas sincopadas mentales, pero están eliminando su suavidad, explica Jones. Dicen "al diablo con esto" y eliminan las voces, quitan ese bombo constante y comienzan a darle ese ritmo roto. Luego añaden ese zumbido y esa repetición de una sola nota que dura unos seis minutos.
Matthew Collin

Euphonik el artista cambió su nombre de escenario a "DJ Themba". 

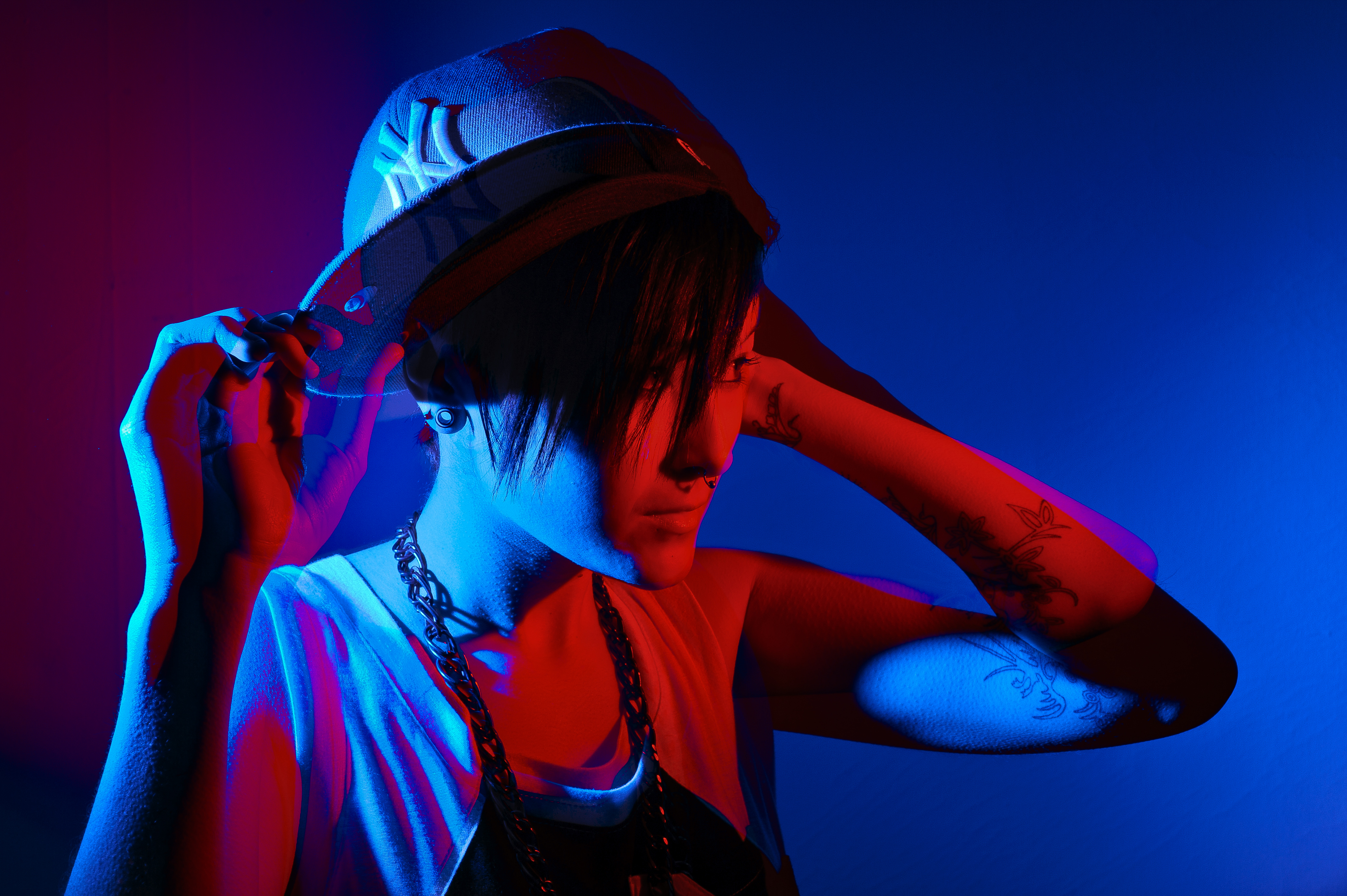
Maya Jane Coles, reconocida principalmente por el techno, colaboró con Culoe De Song en 2018.

Culoe De Song lanzó el álbum Black, el cual contó con la colaboración de la músico británico-japonesa de techno, Maya Jane Coles, y Da Capo. El álbum fue especialmente preparado para el evento Black NYC en la ciudad de Nueva York, donde De Song y el DJ alemán Dixon fueron los principales actos. 
En 2019, Holly Rey  se convirtió en la primera mujer en 20 años en ganar el premio Premios de la Música Sudafricana ("South African Music Awards") a la Grabación del Año por su sencillo "Deeper". Esta victoria supuso suceder a Brenda Fassie, quien había ganado el premio en 1999 con "Vulindlela". En 2023, se asoció con el músico keniata Blinky Bill en el tema "25 To Life". 

### Decada de 2020
En 2020, DJ Shimza  se convirtió en el primer DJ en presentar un set en Robben Island.  Nelson Mandela estuvo preso en la isla durante 18 años durante el régimen del apartheid. 

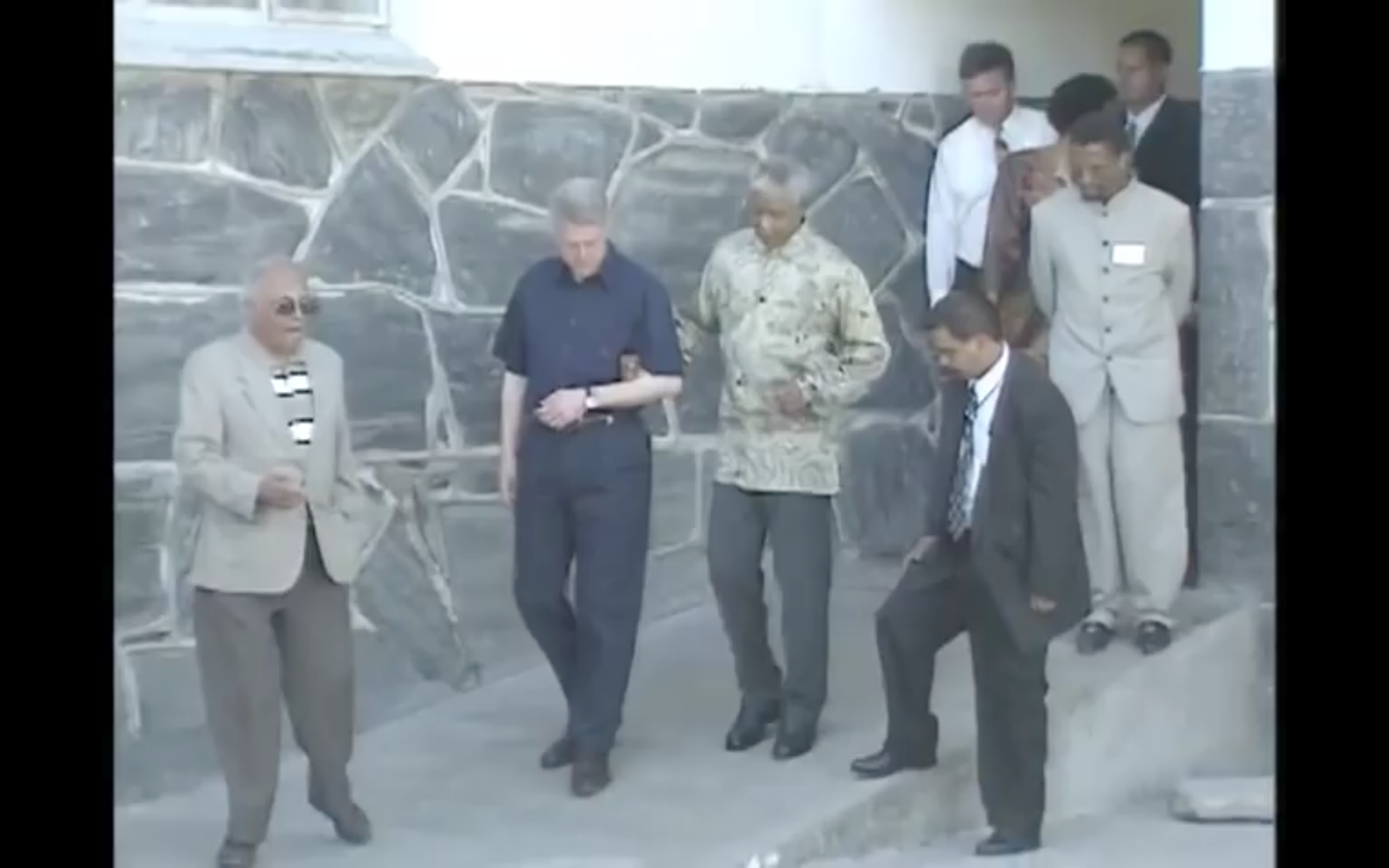
En 1998, se fotografió a Bill Clinton mientras visitaba Robben Island junto a Nelson Mandela.

DJ Clock, NaakmusiQ y DJ Tira lanzaron " SuperHero ", descrito como "un viejo sabor techno y una fuerte sensación de kwaito". El vídeo musical de la canción fue filmado únicamente con los teléfonos móviles de DJ Tira y NaakMusiQ. 
En 2021, Black Coffee y la cantante Cassie se unieron en una canción llamada "Time". 
"IMali" fue publicado por el galardonado músico con el Grammy Zakes Bantwini, en colaboración con la cantante Nana Atta y Karyendasoul. La canción alcanzó la certificación de platino y debutó en el primer puesto de las listas sudafricanas. 
En 2022, Caiiro y Enoo Napa se presentaron juntos en un evento para Mixmag, "In The Lab Johannesburg", compartiendo la cabina de DJ. 
A través del sello discográfico alemán de música electrónica Get Physical Music, Thandi Draai, productor, vocalista y cantante, lanzó un álbum recopilatorio titulado Africa Gets Physical Vol. 4. Este álbum compilatorio destacaba músicos afro-tech de diversas naciones africanas como Kenia, Ghana, Zimbabwe, Nigeria y Sudáfrica, entre otros. La colección estaba impregnada de percusión, voces y ritmos africanos, y constaba de 17 pistas que incluían colaboraciones con artistas como Thakzin, Atmos Blaq, Drega, Dawgpound y Kitty Amor. 
Karyendasoul publicó su primer álbum, titulado We Live 4 Our Music. Este álbum contó con la colaboración de destacados artistas de afro house y afro tech, como los compositores y cantantes Ami Faku, Msaki, Simmy y Zakes Bantwini .  El álbum se encuentra en la lista de los mejores álbumes del 2023 de DJ Mag . 
"iPlan" de Dlala Thukzin, reconocido por su destreza en la perfecta fusión de afro-tech, gqom y amapiano.  debutó en el número 1 en las canciones de Billboard Sudáfrica,  y en las listas oficiales de Sudáfrica, también superó el 2 millones de reproducciones,  y logró el estatus de doble platino en 2 semanas.  
DJ, DESIREE  fue anunciado como el ganador de DJ Mag Top 100 DJs Future Star.
Lizwi  lanzó " Prayer ". La canción es una interpretación de una oración cristiana en zulú.
Afrokillerz, el dúo portugués, lanzó su álbum debut UKÄRÄ, compuesto por 11 canciones, en colaboración con la artista Angoleña Irina Vasconcelos y el cantante Szon.
Mörda (ex miembro de Black Motion )  y el músico Brenden Praise aparecen en The Color Purple (banda sonora) . Remezclaron " Mysterious Ways " de Tamela Mann . La recopilación incluyó a otros artistas aclamados como Alicia Keys, Mary J. Blige, Usher y Halle Bailey . 
En 2024, se llevó a cabo en Botswana el GIMC Afro Tech 5.0, un evento que fue establecido en abril de 2022. En ediciones anteriores, el evento contó con la participación de destacados artistas sudafricanos como Da Capo, Africa Da Deep Darque, Mpho. Wav, Culoe De Song, Sun El Musician, Black Motion, Lemon and Herb, además de actos locales como Nurogroove y Raul Bryan. El organizador del evento, Fish Pabalinga, señaló que "el evento ha tenido un impacto positivo en el crecimiento del Afro Tech en el país".
El cantante estadounidense Aloe Blacc, reconocido por su participación como vocalista en "Wake Me Up" de Avicii, se asoció con DJ Shimza para lanzar el sencillo "Darling", una versión afro-tech y soul de la canción "Stand By Me" de Ben E. King, lanzada originalmente en 1961. 
" Ode to Ancestors " Black Coffee introdujo al actor de Benin Djimon Hounsou como el posible vocalista invitado en "Rebel Moon – Songs Of The Rebellion", una compilación inspirada en la serie de películas de ópera espacial y ciencia ficción de Netflix de Zack Snyder, Rebel Moon - Parte 2. Esta colaboración incluyó a otros artistas como Tokimonsta y aespa. "Ode to Ancestors" fue especialmente inspirada en el personaje del general Titus, interpretado por Hounsou. 
Después de un receso de dos años, el trío de música electrónica de Ciudad del Cabo, GoodLuck, hizo su debut con una colaboración inicial inspirada en el afrotech junto a Frigid Armadillo en la canción "Goodbye My Friend".

## Sellos discográficos destacados
- Soul Candi[55]